# Takakura
Takakura (高倉天皇 Takakura-tennō; 20 settembre 1141 – 30 gennaio 1181) è stato l'80º imperatore del Giappone secondo il tradizionale ordine di successione.

## Biografia
Il suo regno ebbe inizio nel 1168 terminando poi nel 1180. Il suo nome personale era Norihito-shinnō (憲仁親王?, Takahira-shinnō).
Si tratta del quarto figlio dell'imperatore Go-Shirakawa. Dalla consorte Taira no Tokuko (平徳子?) che in seguito prese il nome di Kenrei-mon In ebbe il principe Tokihito (言仁親王?) il futuro imperatore Antoku. Alla sua morte il corpo venne seppellito nel Nochi no Seikanū-ji no Misasagi, città di Kyoto. Altri suoi figli furono il futuro imperatore Go-Toba, Morisada padre dell'imperatore Go-Horikawa.

## Presenza nella cultura di massa
- Yoshitsune - serie televisiva (2005), interpretato da Tōru Baba.